# UNIVAC I

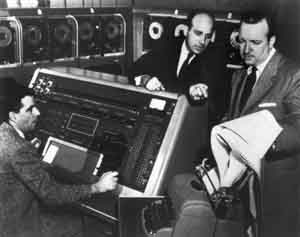
UNIVAC 1

UNIVAC I (акроним от англ. UNIVersal Automatic Computer I) — первый условно коммерческий компьютер, созданный в Соединённых Штатах, и третий коммерческий компьютер в мире (после германского Z4 и британского Ferranti Mark 1 (англ.)). Спроектирован, в основном, Джоном Эккертом и Джоном Мокли, изобретателями компьютера ENIAC, на средства из федерального бюджета по заказу Армии (совместно с Бюро переписи населения) и Военно-воздушных сил США. Разработка компьютера велась в 1947—1951 гг. Проектные работы были начаты их компанией Eckert–Mauchly Computer Corporation и были завершены уже после того, как в 1950 году она была куплена компанией Remington Rand (с 1955 г. — Sperry Rand) и преобразована в её подразделение под названием UNIVAC. Изначально, до выпуска следующих моделей, компьютер назывался просто UNIVAC.

## История
Исходно заказ на проектирование и разработку компьютера UNIVAC был получен Eckert–Mauchly для оснащения указанными ЭВМ отчётно-ревизионного офиса управления Военно-воздушных сил (англ. Office of Air Comptroller General, до выделения ВВС в отдельный вид вооружённых сил в 1947 г.) и топографической службы Армии США. Бюро переписи населения было выбрано в качестве посредника в размещении заказа. Впоследствии, с выделением ВВС в самостоятельный вид вооружённых сил, их командование продолжило финансирование проекта на правах самостоятельного субъекта государственного оборонного заказа.

### Установленные экземпляры
Всего за период с 1951 по 1958 год было создано 46 экземпляров UNIVAC I. Они были установлены в правительственных учреждениях, частных корпорациях и в трех университетах США. В отличие от своих предшественников ENIAC и EDVAC, UNIVAC I был чисто коммерческим компьютером, который не предназначался для использования в научных исследованиях по разработке оружия, хотя, например, UNIVAC I #5 был куплен для Ливерморской национальной лаборатории именно для этих целей.
Первый экземпляр UNIVAC был официально продан Бюро переписи населения США 31 марта 1951 года, но фактически поставлен и запущен в Бюро лишь в декабре следующего года, так как, будучи единственным работающим на тот момент экземпляром, использовался для демонстраций потенциальным клиентам. За этот период другим федеральным структурам было поставлено пять машин той же модели. Бюро переписи населения пользовалось компьютером «удаленно», не торопясь перевозить столь хрупкий и громоздкий прибор в свои помещения. Таким образом фактически первым 14 июня 1952 года был запущен на месте у заказчика второй экземпляр UNIVAC I, который был продан Пентагону.
Пятый экземпляр (собранный для Комиссии по атомной энергии США) использовался вещательной компанией CBS для прогнозирования результатов выборов президента США в 1952 году. По опросу всего 1 % населения, имеющего право голоса, была корректно спрогнозирована победа Эйзенхауэра с точностью 98 %.
Последние UNIVAC I (серийные номера 24 и 37) были выключены в 1970 году в страховой компании Life and Casualty of Tennessee после 13 лет службы.
| Дата | Заказчик                                                    | Комментарии |
| ---- | ----------------------------------------------------------- | --- |
| 1951 | Бюро переписи населения США                                 | Завершен 21 декабря 1950 года. Официально продан 31 марта 1951 года. Установлен только в декабре 1952 года. Компьютер проработал 11 лет до 3 октября 1963 года |
| 1952 | ВВС США                                                     | Air Force Comptroller. Первый компьютер установленный у заказчика в июне 1952 года. Установлен в Пентагоне, Arlington, VA                                      |
| 1952 | Национальное агентство геопространственной разведки         | Army Map Service. С апреля по сентябрь 1952 работал на месте изготовления.                                                                                     |
| 1953 | Университет Нью-Йорка (для Комиссии по атомной энергии США) | |
| 1953 | Комиссия по атомной энергии США                             | Серийный номер 5. Первый компьютер только что организованной Ливерморской лаборатории. Срок службы с 10 апреля 1953 по 28 февраля 1957                         |
| 1953 | ВМС США                                                     | Серийный номер 6. Bureau of Ships. David Taylor Model Basin. Списан примерно 1965—1966 году                                                                    |
| 1954 | Sperry Rand                                                 | В отделе продаж компании |
| 1954 | General Electric                                            | Серийный номер 8. Первый экземпляр, проданный частной компании.                                                                                                |
| 1954 | Metropolitan Life                                           | |
| 1954 | ВВС США                                                     | Air Material Command. База ВВС Wright-Patterson Air Force Base                                                                                                 |
| 1954 | U.S. Steel                                                  | |
| 1954 | DuPont                                                      | |
| 1954 | Бюро переписи населения США                                 | |
| 1954 | Franklin Life Insurance                                     | |
| 1954 | Westinghouse Electric Corporation                           | |
| 1954 | Pacific Life                                                | |
| 1954 | Sylvania Electric Products                                  | |
| 1954 | Consolidated Edison                                         | |

## Технические характеристики
UNIVAC I использовал 5200 электровакуумных ламп, весил 13 тонн, потреблял 125 кВт электроэнергии и мог выполнять около 1905 операций в секунду, работая на тактовой частоте 2,25 МГц. Центральный комплекс (то есть только процессор и память) имел размеры 4,3 × 2,4 метра и 2,6 м в высоту. Вся система занимала площадь в 35,5 кв. м.
Основная память состоит из 1000 слов. Каждое слово вмещало одно двоично-десятичное число, 12 символов или 72 бита.

## Операционные характеристики

### Представление данных
В отличие от большинства современных машин, UNIVAC I использовала разновидность двоично-десятичной арифметики с шестидесятичетырёхричным основанием. Машинное слово размером 72 бита представлялось как число между −1 и +1 с одиннадцатью знаками после запятой.
Каждая десятичная цифра представлялась шестибитным числом со знаком в специальной кодировке (число 0,25 представлялось как 025000000000 в кодировке UNIVAC или как «000011 000101 001000 000011 000011 000011 000011 000011 000011 000011 000011 000011 000011» в двоичном коде, а число −0,5 представлялось как −50000000000 или как «000010 000011 000011 000011 000011 000011 000011 000011 000011 000011 000011 000011» соответственно).
Помимо цифр, в кодировке UNIVAC были буквы английского алфавита и некоторые другие символы, что позволяло записывать короткие строки (возможно, так произошло выражение «машинное слово»).

### Ввод-вывод данных
Из устройств ввода-вывода, кроме пульта управления, к UNIVAC I можно было подключить до 10 ленточных накопителей UNISERVO, осциллограф и электрическую пишущую машинку.
Первые модели UNISERVO использовали в качестве ленты длинную (до 1500 футов), узкую (0,5 дюйма) и тонкую (0,002 дюйма) полоску бронзы, покрытую никелем. Такая конструкция была надёжнее и экономически выгоднее, чем широко распространённые тогда перфоленты (лента UNISERVO выдерживала температуру до трёхсот градусов Цельсия без потери данных, и более тысячи циклов перезаписи), но были и проблемы: тяжёлая и жёсткая лента изнашивала магнитные головки, поэтому в последующих моделях бронзовая лента была заменена на пластмассовую.
Данные записывались на ленту в восемь дорожек (шесть дорожек для данных, одна дорожка для контроля чётности и одна — для синхронизации) в фазовом коде. На «полную» 1500-футовую ленту можно было записать до 1 440 000 шестибитных символов (огромный размер по тем временам). UNISERVO позволял записывать и считывать данные как в прямом, так и в обратном направлении, что было очень удобно при сортировке больших объёмов данных. Программист мог оперировать данными на лентах с помощью устройства UNITYPER.